# Lederia schawalleri
Lederia schawalleri is een keversoort uit de familie zwamspartelkevers (Melandryidae). De wetenschappelijke naam van de soort werd in 1994 gepubliceerd door Nikolay Borisovich Nikitskiy.